# تناظر مركزي

مثال عن شكل ثنائي الأبعاد، يبقى ثابتا إذا طبق عليه التناظر المركزي الذي مركوه هو النقطة المجودة في وسط الشكل.

في الهندسة، التناظر المركزي أو التماثل المركزي أو الانعكاس النقطي (بالإنجليزية: Point reflection) هو تحويل هندسي يعرف كما يلي : كل نقطة تُحول إلى نقطة أخرى حيث نقطة ثابتة معينة مسبقا، تسمى مركز التناظر المركزي، تكون منتصف القطعة التي يكون طرفاها هما النقطة الأصلية والنقطة المحصول عليها. صورة مركز تناظر مركزي ما، بالتناظر  المركزي الذي تعرفه، هي ذاتها. هي النقطة الوحيدة التي تملك هذه الخاصية. جميع النقط الأخرى تختلفن عن صورهن. في الفضاء الإقليدي والفضاء شبه الإقليدي، يحافظ التماثل المركزي على المسافة؛ هو حينئذ تقايس. التناظر المركزي هو دوران بنصف دورة (أي ما يعادل مائة وثمانين درجة، أي π) التناظر المركزي هو دالة ارتدادية؛ أي أن تطبيق تناظر مركزي على صورة نقطة ما، يرجع بك إلى النقطة الأصلية.

## التناظر المركزي في الهندسة التحليلية
{\displaystyle {\begin{cases}x_{c}={\frac {x+x'}{2}}\\y_{c}={\frac {y+y'}{2}}\end{cases}}}
{\displaystyle {\begin{cases}x'=2x_{c}-x\\y'=2y_{c}-y\end{cases}}}
{\displaystyle {\begin{cases}x'=-x\\y'=-y\end{cases}}}